# Бојан Суђић
Бојан Суђић (Београд, 1965)  српски je диригент и професор дириговања на Факултету музичке уметности у Београду. Преко једне деценије био је шеф диригент  Симфонијског оркестра РТС и уметнички директор музичке продукције РТС. Дирктор је најзначајнијег српског фестивала уметничке музике БЕМУС 

## Биографија
Први целовечерњи концерт дириговао је са 19 година, још као студент београдског Факултета музичке уметности. На југословенском такмичењу музичких уметника у Загребу 1989. године освојио је Прву награду која од оснивања такмичења (1948) у дисциплини дириговања никад пре није додељена. Године 1985, постао је асистент диригента Хора и Симфонијског оркестра Радио телевизије Србије, а од 1992. и стални диригент истих ансамбала. Под његовим вођством премијерно су изведене на десетине хорских, симфонијских и вокално-симфонијских дела савремених аутора, али и први снимци значајних дела српске баштине.
Маестро Бојан Суђић, „водеће диригентско име у српској музици“ (Соња Маринковић, Београд), редовни је професор дириговања на Факултету музичке уметности у Београду.
У својој богатој каријери, током две деценије, заузимао је позиције шефа диригента и уметничког директора Симфонијског оркестра и Хора РТС, те извршног директора Музичке продукције РТС, а пре тога и шефа диригента и генералног музичког директора Опере Народног позоришта у Београду, резиденцијалног диригента Краљевске опере у Стокхолму, те главног гостујућег диригента УНИМИ оркестра из Милана и сталног госта диригента Београдске филхармоније. Током 18 година водио је Симфонијски оркестар Факултета музичке уметности у Београду, ансамбл који је својим редовним наступима дао значајан допринос музичком животу града. Од 2022. године делује као оснивач и диригент Фестивалског оркестра и Хора Виртуози, који од самог почетка добија значајна признања стручне јавности и остварује бројне веома запажене наступе у земљи и региону.
Од победе на Југословенском такмичењу младих уметника у Загребу (касније такмичењу Ловро фон Матачић) 1989. године, професионална каријера маестра Бојана Суђића проширује се на Европу и Латинску Америку, где остварује сарадњу са бројним референтним оркестрима и хоровима. Сарађивао је са ансамблима Хелсиншке (Финска), Новосибирске (Русија), Словеначке, Македонске филхармоније, са Београдском и Војвођанском филхармонијом, са Црногорским симфонијским оркестром, симфонијским оркестрима из Одензеа (Данска), Вестероса (Шведска), Туркуа (Финска), Клагенфурта (Аустрија), Алтенбурга (Немачка), РТВ оркестрима из Љубљане (Словенија), Загреба (Хрватска) и Софије (Бугарска), Будимпеште (Мађарска), Порто Алегреа (Бразил), Сантијага де Чилеа, ансамблом ОФУНАМ-а из Мексика, са операма у Хелсинкију (Финска), Пловдиву (Бугарска) и Нижњем Новгороду (Русија), са Опером СНП из Новог Сада, хором ХРТ (Хрватска), и многим другим ансамблима.
Сарађивао је са најистакнутијим светским уметницима, међу којима су Максим Венгеров, Вадим Репин, Најџел Кенеди, Иво Погорелић, Денис Мацујев, Борис Березовски, Николај Лугански, Мишел Бероф, Шломо Минц, Емануел Пај, Пласидо Доминго, Анжела Георгиу, Томас Хемпсон, Брин Терфел, те са свим референтним домаћим музичарима.
Своју професионалну каријеру изградио је на изузетно широком репертоару симфонијске, хорске, оперске и балетске музике. Први је у српској музици остварио интегрална извођења и снимке ремек дела српске музичке традиције, попут Охридске легенде Стевана Христића, духовних дела Корнелија Станковића, Стевана Мокрањца, Марка Тајчевића и бројних других. Изводећи композиције попут Осме симфоније Густава Малера, Берлиозовог и Вердијевог Реквијема, Орфове Кармине Буране, дириговао је ансамблима од преко 500 музичара на сцени. Наступао је пред аудиторијумом од више хиљада људи, у мисији популаризације уметничке музике и њеног приближавања широј публици.
Маестро Суђић је посебно посвећен промоцији савремене музике. Дириговао је премијерна извођења бројних дела домаћих и светских композитора, од којих су му многа била и посвећена. Посебно је окренут промоцији најбољих младих уметника, дајући им значајно место у оквиру посебних циклуса концерата.
Маестро Бојан Суђић је од 2018. године уметнички директор најзначајнијег српског фестивала уметничке музике БЕМУС-а, а деловао је и као уметнички селектор музичких фестивала у Будви и Бару (Црна Гора).
Домаћа стручна критика истиче Суђићеву перфекцију и оригиналност интерпретација (Соња Маринковић, Београд), а критичар из Финске је између осталог нагласио: „Он је природни таленат са изузетним стилом и са једном од најлепших техника које сам икада видео“ (Мац Лилјерос, *Хувудстадсбладет*, Хелсинки).
Оркестром београдске филхармоније Суђић је дириговао много пута, али су најзначајнији концерти са светским звездама, као што су Најџел Кенеди или Максим Венгеров, турнеја у Кини, БЕМУС. Као гостујући диригент Опере и балета Народног позоришта у Београду први пут је наступио 1993. године, а током сезоне 1999/2000. био је шеф диригент овог ансамбла. 
Суђићева дужа међународна ангажовања датирају од 1998. године када је постао гост-диригент Краљевске опере у Стокхолму, а 2001. је добио и место резиденцијалног диригента. У Стокхолму је дириговао више од 150 оперских и балетских представа, а врхунац заједничког рада представљао је наступ на фестивалу у Висбадену 2003. године. Плодну сарадњу остварио је и са ансамблом Хелсиншке националне опере.
Награду града Београда по други пут је добио 2004. године за диригентски подухват када је са 650 ученика средњих музичких школа из целе Србије извео „Кармину Бурану“ Карла Орфа.
Додељена му је Златна медаља за заслуге Републике Србије (2023).